# Ichneumon epomidius
Ichneumon epomidius là một loài tò vò trong họ Ichneumonidae.